# عبد الواحد شنان آل رباط
عبد الواحد شنان آل رباط هو فريق أول ركن سابق في الجيش العراقي. الرباط شيعي، من مدينة السماوة في محافظة المثنى. شغل منصب رئيس أركان الجيش العراقي في عهد صدام حسين. أصبح لاحقاً محافظاً لنينوى في عام 1993، وبقي في هذه المنصب حتى غزو العراق عام 2003.

## وفاته المعلن عنها
ادعى متحدث باسم الحكومة العراقية في 14 يونيو 2014 أن آل رباط قد قتل في ضربة جوية للحكومة في الموصل كجزء من هجوم شمالي العراق 2014. في حين دحضت أسرة آل رباط هذا الادعاء، وادعت أنه كان على قيد الحياة وبصحة جيدة في الإمارات العربية المتحدة، وليس لديه أي اتصال مع الجماعات المسلحة الناشطة في العراق.